# Siam Paragon

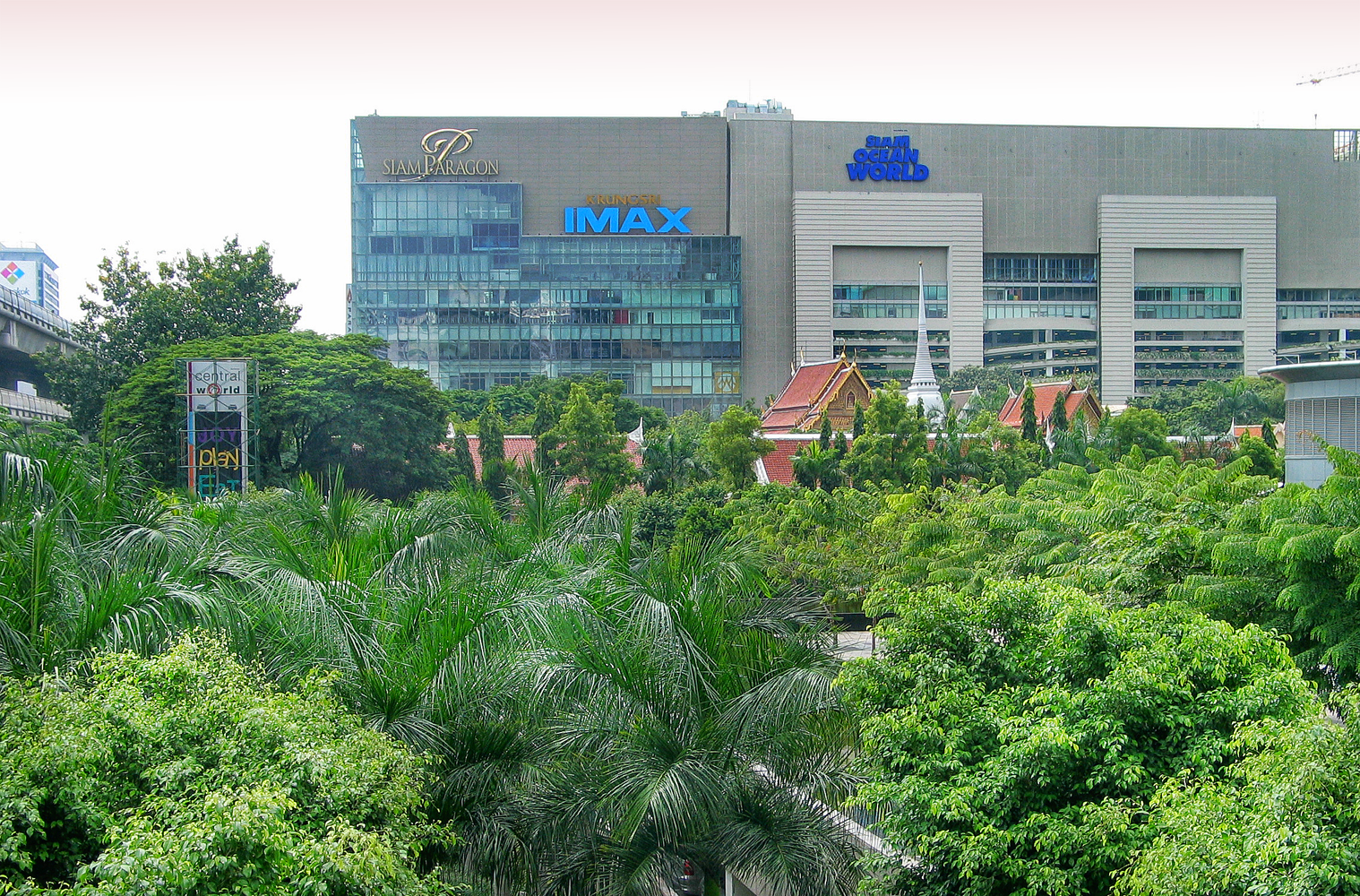
Wat Pathum Wanaram ist vor dem Siam Paragon kaum auszumachen

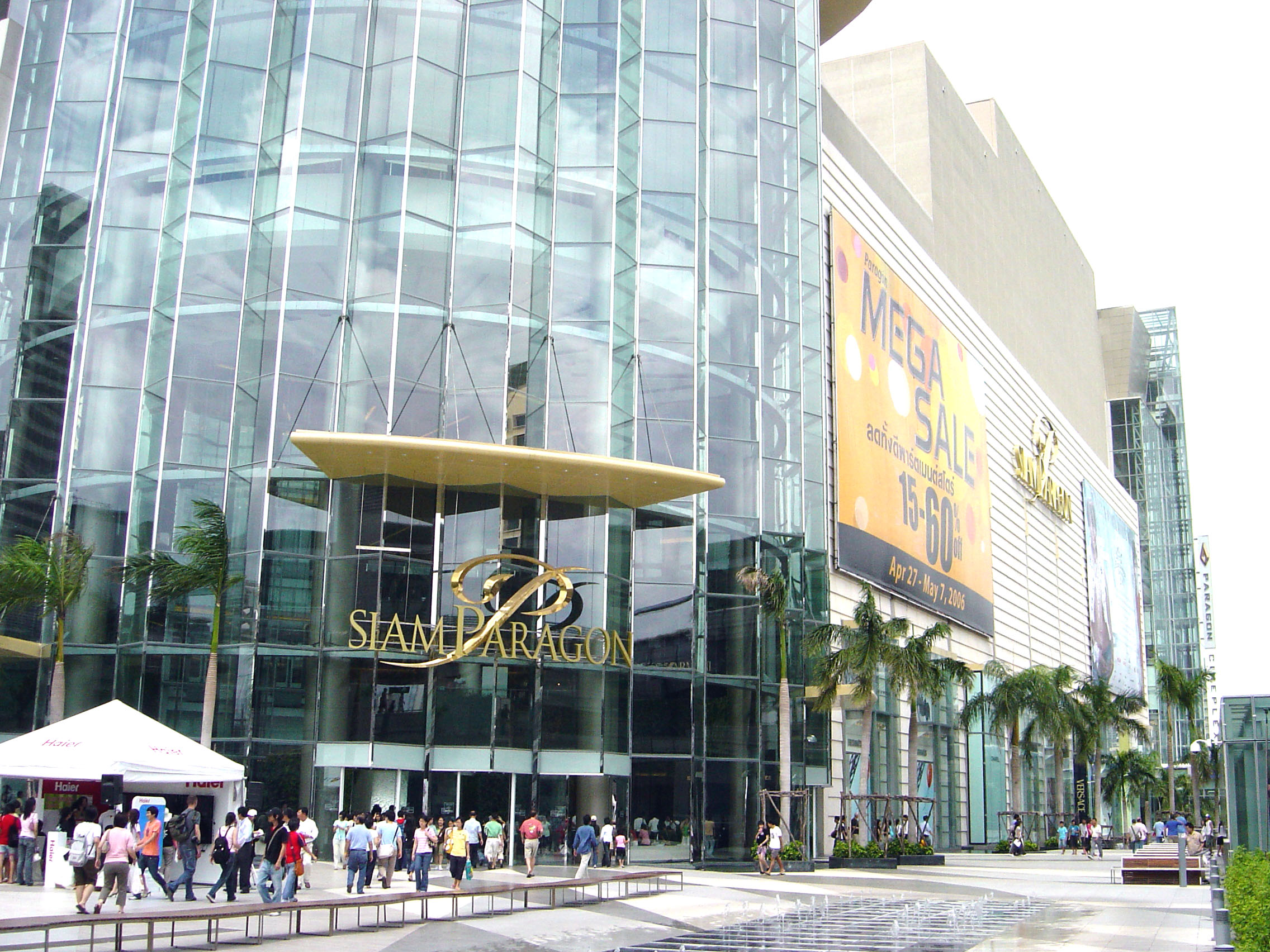
Siam Paragon

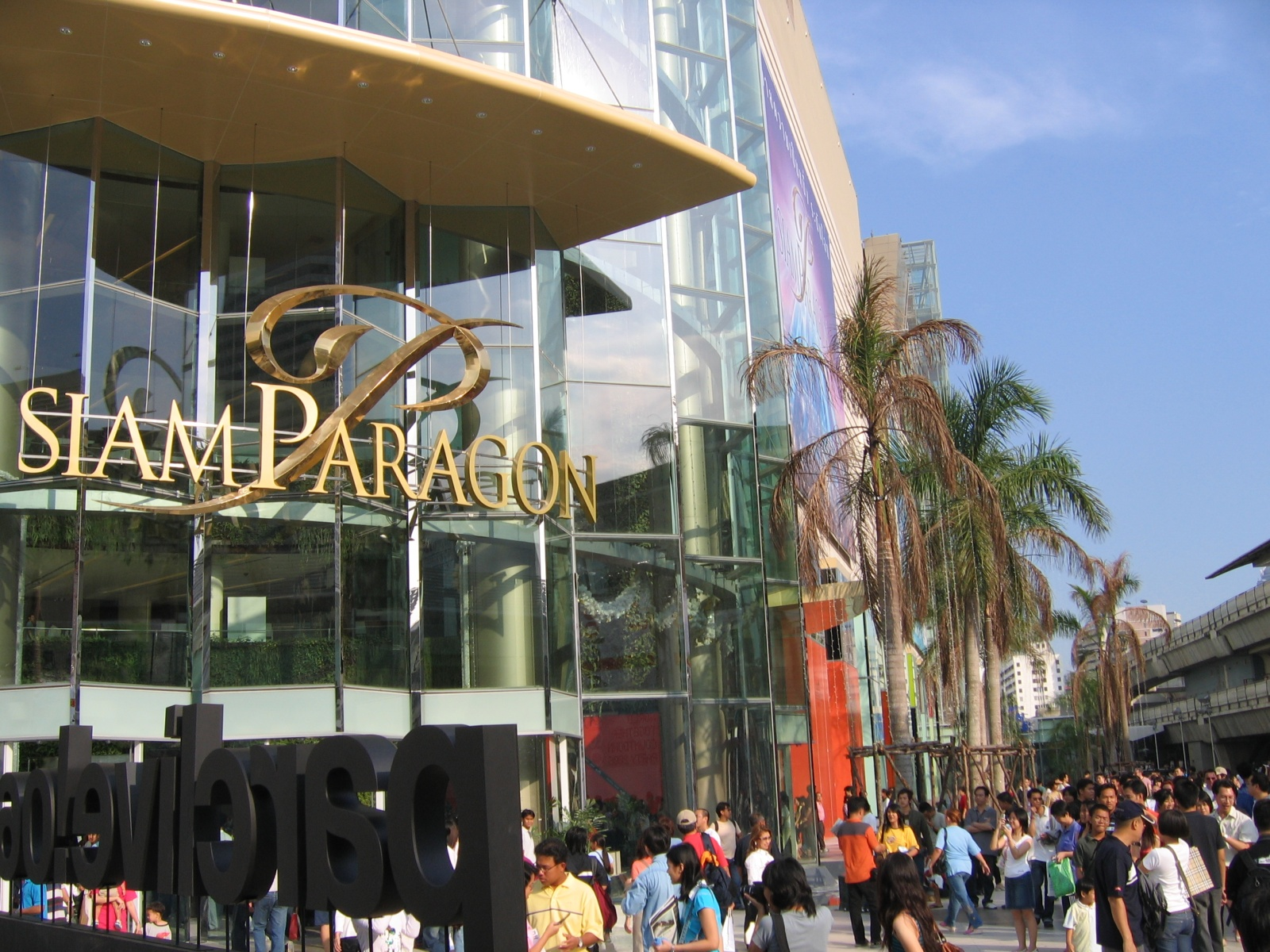
Siam Paragon Einkaufszentrum

Das Siam Paragon ist ein Einkaufszentrum im Stadtteil Pathum Wan von Bangkok, Thailand. Es hat den Beinamen „The Pride Of Bangkok“.

## Allgemeine Informationen
Das Siam Paragon befindet sich an der Stelle des ehemaligen Siam Intercontinental Hotels. Das Gelände gehört dem Crown Property Bureau und war einst ein königlicher Park des nahe gelegenen Sra-Pathum-Palasts (Lotusweiher-Palast). Eröffnet wurde es nach drei Jahren Bauzeit mit einer großen Feier am 9. Dezember 2005. Die Baukosten beliefen sich auf 15 Mrd. Baht (309 Mio. Euro, Stand Dezember 2005). Neben dem Emporium Shopping Center in der Sukhumvit Road gilt es als das exklusivste Einkaufsparadies in Bangkok. Die Leitung der Einrichtung obliegt einem Joint Venture von The Mall Group (managt auch das Emporium) und Bangkok Intercontinental Hotels Co. (Thailand).

## Lage
Das Siam Paragon befindet sich an der Rama I. Road im Zentrum von Bangkok im Stadtteil Pathum Wan, einem Distrikt bekannt wegen seiner vielen Einkaufs- und Unterhaltungsmöglichkeiten: gegenüber dem Paragon befindet sich der Siam Square mit vielen Restaurants und Kinos, nebenan das Siam Center und das Siam Discovery Center und schräg gegenüber das Maboonkrong Center.
Das Siam Paragon ist mit dem öffentlichen Verkehrsmittel BTS Skytrain einfach zu erreichen, es ist über eine Fußgängerbrücke direkt mit der BTS Haltestelle Siam verbunden.

## Einrichtungen
Auf 500.000 Quadratmetern finden sich zahllose Geschäfte und Boutiquen sowie das Kaufhaus Siam Paragon Departmentstore. Nahezu jede bekannte Luxus-Marke, egal aus welchem Teil der Welt, wird hier angeboten. Besucher und Touristen aus anderen asiatischen Ländern, vornehmlich Japan und Hong Kong, kommen gern nach Bangkok um Luxusartikel namhafter Hersteller zu erstehen. Diese sind in Thailand meist wesentlich günstiger.
Im Siam Paragon gibt es 16 Kinos, 52 Bowlingbahnen und ein Fitness-Studio.
Mit der Royal Paragon Hall verfügt es über ein komplettes Messe- und Veranstaltungszentrum mit drei Messehallen, fünf Räumen für Meetings, Businesscenter und einer VIP-Lounge.
In den zwei Untergeschossen befindet sich die Sea Life Bangkok Ocean World. Dieses Aquarium beherbergt über 30.000 Tiere, ein künstlich angelegtes Riff, ein Haifischbecken und ein 4D-Kino.